# Wehrsteuer
Der Begriff Wehrsteuer hat in verschiedenen Staaten unterschiedliche Bedeutung.

## Deutsches Reich
Mit Gesetz vom 20. Juli 1937 wurde eine Wehrsteuer eingeführt, die ab 1. September 1937 erhoben wurde. Sie galt für alle deutschen Staatsangehörigen, die nicht zur Ableistung des zweijährigen aktiven Wehrdienstes einberufen wurden. Die Steuer sollte die wirtschaftlichen Vorteile ausgleichen, die die nicht Einberufenen durch zwischenzeitliche Arbeit erlangen konnten.
Die Steuerpflicht begann am Anfang des Kalenderjahres, das auf den Zeitpunkt der Einberufung des entsprechenden Geburtsjahrganges folgte und endete am Schluss des Kalenderjahres, in dem der Steuerpflichtige das 45. Lebensjahr vollendet hatte.
Die Steuer wurde auf die Einkommensteuer berechnet und betrug in den ersten beiden Jahren der Steuerpflicht 50 %, danach 6 %. Jedoch lag die Mindeststeuer in den ersten beiden Kalenderjahren bei 4 % des Arbeitslohnes, danach bei 5 Promille.

## Schweiz
Die Wehrsteuer war eine 1940 in der Schweiz eingeführte progressive Bundessteuer auf das Einkommen von natürlichen Personen sowie auf den Gewinn von juristischen Personen, welche unter verschiedenen Namen ("Kriegsgewinnsteuer", "Krisensteuer", "Wehropfer") bereits seit 1915 erhoben wurde. Sie fand ihre (fragwürdige) verfassungsrechtliche Grundlage in den Vollmachtenbeschlüssen, die dem Bundesrat während der beiden Weltkriege außerordentliche Notkompetenzen einräumten. Die Steuer war bei Einführung auf die Dauer des Zweiten Weltkrieges befristet. Sie wurde 1983/1984 in "direkte Bundessteuer" umbenannt und erst dann ins ordentliche Recht überführt. Sie stellt heute nach der Mehrwertsteuer die zweitwichtigste Einnahmequelle des Schweizer Bundesstaates dar.
Abzugrenzen ist die Wehrsteuer von der Militärpflichtersatz-Abgabe. Diese ist von wehrpflichtigen Männern zu bezahlen, welche (aus welchen Gründen auch immer) keinen Wehrdienst leisten.